# Canton de Cherbourg-en-Cotentin-1
Le canton de Cherbourg-en-Cotentin-1, précédemment appelé canton de Cherbourg-Octeville-1, est une circonscription électorale française du département de la Manche créée par le décret du 25 février 2014 et entrée en vigueur lors des premières élections départementales suivant la publication du décret.

## Histoire
Un nouveau découpage territorial de la Manche entre en vigueur à l'occasion des élections départementales de 2015. Il est défini par le décret du 25 février 2014, en application des lois du 17 mai 2013 (loi organique 2013-402 et loi 2013-403). Les conseillers départementaux sont, à compter de ces élections, élus au scrutin majoritaire binominal mixte. Les électeurs de chaque canton élisent au Conseil départemental, nouvelle appellation du Conseil général, deux membres de sexe différent, qui se présentent en binôme de candidats. Les conseillers départementaux sont élus pour 6 ans au scrutin binominal majoritaire à deux tours, l'accès au second tour nécessitant 12,5 % des inscrits au 1er tour. En outre la totalité des conseillers départementaux est renouvelée. Ce nouveau mode de scrutin nécessite un redécoupage des cantons dont le nombre est divisé par deux avec arrondi à l'unité impaire supérieure si ce nombre n'est pas entier impair, assorti de conditions de seuils minimaux. Dans la Manche, le nombre de cantons passe ainsi de 52 à 27.
Le canton de Cherbourg-Octeville-1 est formé d'une fraction de la commune de Cherbourg-en-Cotentin. Il est entièrement inclus dans l'arrondissement de Cherbourg. Le bureau centralisateur est situé à Cherbourg-en-Cotentin.
À la suite du décret du 5 mars 2020, le canton prend le nom de son bureau centralisateur, Cherbourg-en-Cotentin.

## Représentation
| Période élective | Période élective | Mandat | Mandat   | Identité                | Nuance | Nuance | Qualité |
| ---------------- | ---------------- | ------ | -------- | ----------------------- | ------ | ------ | --- |
| 2015             | 2021             | 2015   | 2021     | Frédéric Bastian        |        | PS     | Médecin Adjoint au maire de Cherbourg-en-Cotentin                                                                               |
| 2015             | 2021             | 2015   | 2021     | Anna Pic                |        | PS     | Conseillère principale d’éducation Adjointe au maire de Cherbourg-en-Cotentin Première secrétaire fédérale du PS dans la Manche |
| 2021             | 2028             | 2021   | en cours | Emmanuelle Bellée       |        | G·s    | Conseillère en formation pour les bénévoles associatifs                                                                         |
| 2021             | 2028             | 2021   | en cours | Pierre-François Lejeune |        | PS     | Cadre social Adjoint au maire de Cherbourg-en-Cotentin                                                                          |

### Résultats détaillés

#### Élections de mars 2015
À l'issue du 1er tour des élections départementales de 2015, deux binômes sont en ballottage : Frédéric Bastian et Anna Pic (PS, 36,37 %) et Christine Donizalski et David Margueritte (UMP, 30,52 %). Le taux de participation est de 50,41 % (5 891 votants sur 11 687 inscrits) contre 50,67 % au niveau départemental et 50,17 % au niveau national.
Au second tour, Frédéric Bastian et Anna Pic (PS) sont élus avec 51,94 % des suffrages exprimés et un taux de participation de 49,13 % (2 802 voix pour 5 742 votants et 11 687 inscrits).

#### Élections de juin 2021
Le premier tour des élections départementales de 2021 est marqué par un très faible taux de participation (33,26 % au niveau national). Dans le canton de Cherbourg-en-Cotentin-1, ce taux de participation est de 30,3 % (3 424 votants sur 11 301 inscrits) contre 32,67 % au niveau départemental. À l'issue de ce premier tour, deux binômes sont en ballottage : Emmanuelle Bellée et Pierre-François Lejeune (Union à gauche, 44,99 %) et Frédérik Lequilbec et Camille Margueritte (LR, 34,9 %).
Le second tour des élections est marqué une nouvelle fois par une abstention massive équivalente au premier tour. Les taux de participation sont de 34,36 % au niveau national, 32,63 % dans le département et 30,8 % dans le canton de Cherbourg-en-Cotentin-1. Emmanuelle Bellée et Pierre-François Lejeune (Union à gauche) sont élus avec 51,21 % des suffrages exprimés (1 674 voix pour 3 483 votants et 11 307 inscrits),,.

## Composition
Le canton de Cherbourg-Octeville-1 comprend la partie de la commune de Cherbourg-en-Cotentin située au nord d'une ligne définie par l'axe des voies et limites suivantes : depuis la limite territoriale de la commune d'Equeurdreville-Hainneville, route des Fourches, avenue René-Schmitt, rue Joliot-Curie, rue Roger-Salengro, rue Delalée, rue Waldeck-Rousseau, rue Ernest-Renan, ligne droite dans le prolongement de la rue Ernest-Renan, boulevard de l'Atlantique, ligne droite dans le prolongement de la rue de la Liberté, rue de la Liberté, chemin vicinal, boulevard de l'Atlantique, rue des Tanneries, quai Alexandre-III, rue du Val-de-Saire, quai du Général-Lawton-Collins, boulevard Félix-Amiot, jusqu'à la limite territoriale de la commune de Tourlaville.
| Nom                                           | Code Insee | Intercommunalité | Superficie (km2) | Population (dernière pop. légale)                | Densité (hab./km2) | Modifier                                    |
| --------------------------------------------- | ---------- | ---------------- | ---------------- | ------------------------------------------------ | ------------------ | ------------------------------------------- |
| Cherbourg-en-Cotentin (bureau centralisateur) | 50129      | CA du Cotentin   | 68,54            | Fraction : 16 764 (2022) Commune : 78 028 (2022) | 1 138              | modifier les données · modifier les données |
| Canton de Cherbourg-en-Cotentin-1             | 5006       |                  |                  | 16 764 (2022)                                    |                    | modifier les données                        |

## Démographie
En 2022, le canton comptait 16 764 habitants, en évolution de −0,99 % par rapport à 2016 (Manche : −0,31 %, France hors Mayotte : +2,11 %).
| 2013   | 2018   | 2022   |
| ------ | ------ | ------ |
| 17 505 | 16 721 | 16 764 |